# Bette Davis

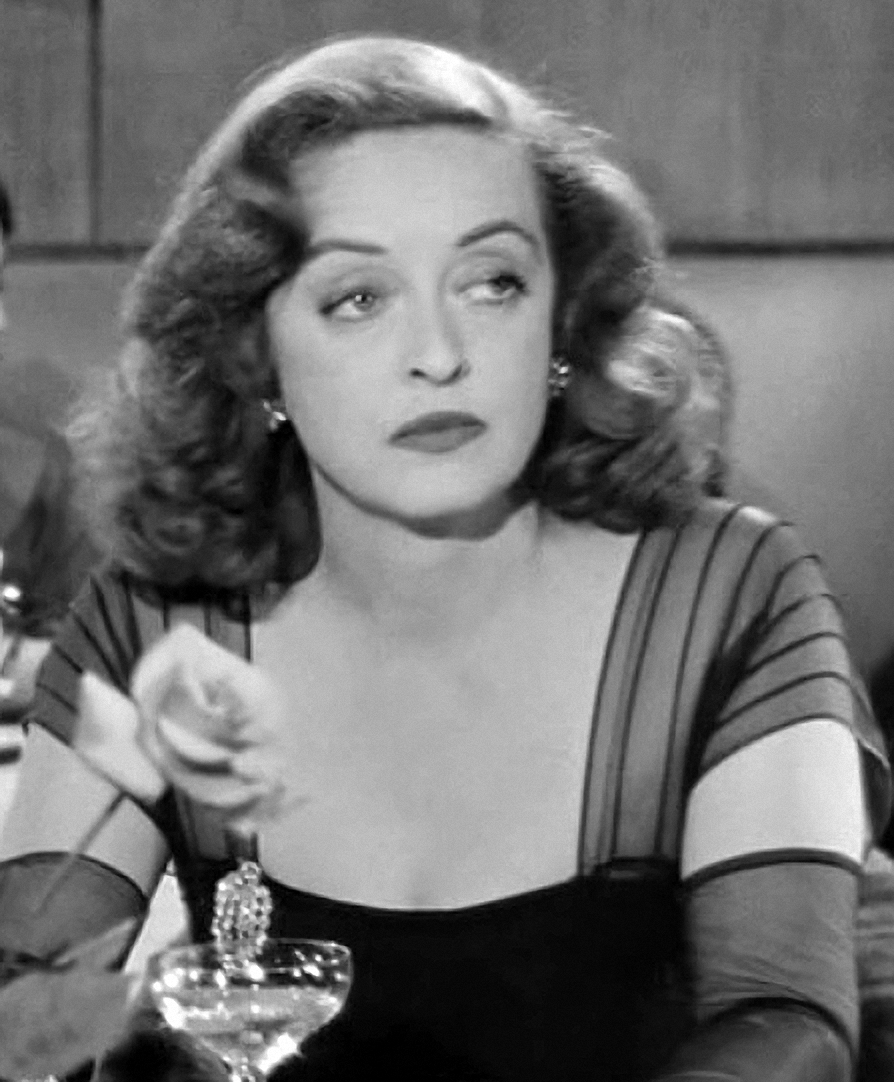
Bette Davis i Allt om Eva (1950).

Ruth Elizabeth "Bette" Davis, född 5 april 1908 i Lowell i Massachusetts, död 6 oktober 1989 i Neuilly-sur-Seine utanför Paris i Frankrike, var en amerikansk skådespelare. Bette Davis medverkade under en period av 48 år i 101 filmer. Hon tilldelades två Oscars och var nominerad ytterligare nio gånger.

## Biografi

### Tidig karriär och storhetstid
I high school ville Davis först bli dansös, men sedan en teatergrupp bildats ändrade hon sig - det var skådespelerska hon ville bli. Hon visade stor talang och hennes mor anmälde henne till teaterskola i New York. Hon lyckades få några roller på Broadway från 1928, där hon upptäcktes av en talangscout som erbjöd henne att komma till Hollywood och provfilma. Provfilmningen blev ingen större succé, men hon fick senare ett kontrakt hos Universal, och filmdebuterade i Bad Sister 1931. Carl Laemmle Jr, bolagets produktionschef ansåg Davis sakna sexuell utstrålning. Efter en rad filmer utan framgång fick hon inte förnyat kontrakt hos Universal och skrev istället på kontrakt för Warner Bros. Hennes egentliga genombrott kom dock i rollen som en slampaktig servitris i En kvinnas slav (Of Human Bondage, 1934), producerad av RKO (till vilken hon lånats ut av Warner Bros.) och året därpå belönades hon med en Oscar för Tillbaka till livet.  I slutet av 1930-talet var Davis en av Warners största stjärnor. Davis var en av grundarna till Hollywood Canteen som under andra världskriget erbjöd soldater mat och underhållning med celebriteter som personal. För detta mottog hon 1980 en utmärkelse från USA:s försvarsdepartement, Distinguished Civilian Service Medal.

### Efter andra världskriget

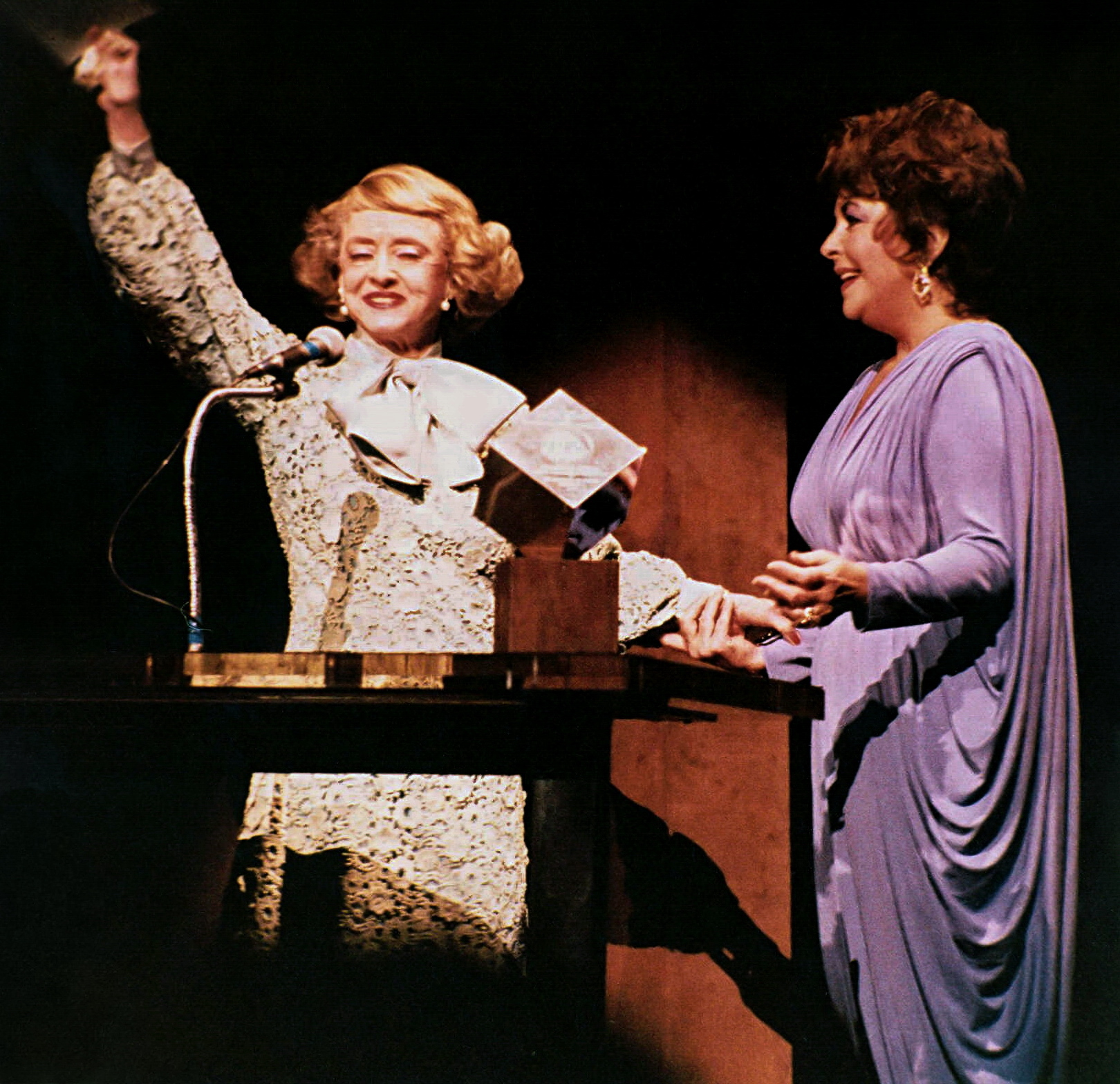
Bette Davis och Elizabeth Taylor 1981.

Under 1940-talet gjorde hon en rad skarpslipade kvinnoporträtt men hennes popularitet minskade och i slutet av 1940-talet medverkade hon i ett par mindre framgångsrika filmer, bland annat kassafloppen Winter Meeting (1948). 1949 gick hennes kontrakt med Warner Brothers ut utan att förnyas men Bette Davis lyckades ändå komma tillbaka men en huvudroll i Allt om Eva, en roll hon fick en Oscarsnominering för. Under 1950-talet gjorde hon främst dussinfilmer och 1961 annonserade hon efter jobb i Variety och andra tidningar. Vid denna tiden började hon också ta roller i TV-produktioner. I början av 1960-talet spelade hon även i Leguanens natt på scen.
Davis lyckades komma tillbaka och med huvudrollen i Vad hände med Baby Jane? 1962 fick hon ännu en Oscarsnominering för sin enda roll mot Joan Crawford, med vilken hon hade en ökänd långvarig rivalitet. De båda skulle återförenas i Hysch, hysch, Charlotte!, men Crawford blev sjuk under inspelningen och ersattes av Olivia de Havilland. Under 1960-talet medverkade hon även bland annat i två brittiska filmer av Hammer. Under 1970-talet medverkade hon i flera TV-produktioner men även i spelfilmer som den italienska Lo scopone scientifico (1972), skräckfilmen Hyreskontrakt med döden (1976), den av Disney producerade Return from Witch Mountain (1978) samt Agatha Christie-filmatiseringen Döden på Nilen (1978). Under 1970-talet turnerade hon även med sin show "Bette Davis in Person and on Film". 1980 gjorde hon ytterligare en Disney-film, Skogens väktare (1980). Under 1980-talet försämrades hennes hälsa; hon diagnosticerades med bröstcancer och drabbades av stroke 1983. Hon återhämtade sig dock från sin stroke och kunde fortsätta arbeta. Hennes första roll efter sjukdomen var mot Helen Hayes i Agatha Christie-filmen Murder with Mirrors (1985). Hennes sista kompletta filmroll var i Lindsay Andersons Sensommardagar (1987), i vilken hon spelade mot Lillian Gish, i dennas sista film. Davis påbörjade senare inspelningen av Larry Cohens En häxa till styvmorsa (1989) men lämnade filminspelningen innan filmen var färdig; den fick sedan skrivas om för att förklara hennes frånvaro.

### Privatliv

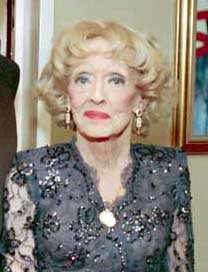
Bette Davis 1987.

Hon gifte sig 1932 med Harmon "Ham" Nelson, men deras äktenskap slutade i skilsmässa 1938. 1943 dog hennes andre make, Arthur Farnsworth. Hon gifte senare om sig med William Grant Sherry och deras dotter, Barbara Davis, kallad B.D., föddes 1947. Enligt Davis var Sherry våldsam och de skilde sig 1950, varpå Davis gifte sig med sin motspelare från Allt om Eva, Gary Merrill. De hade ett stormigt äktenskap som slutade i skilsmässa tio år senare. De adopterade två barn, Margot och Michael. Margot visade sig ha en hjärnskada. Dottern B.D. Hyman skrev en bok om sin mor, ("My Mother's Keeper", 1985), i vilken Davis beskrevs som en person oförmögen till normala relationer, som ständigt skapar konflikter med folk, inklusive sin familj och dessutom med alltför hög alkoholkonsumtion.
Davis skrev självbiografierna The Lonely Life (1962) och This 'n That (1987).  Den senare var delvis ett svar på dottern B.D. Hymans bok.

### Död och eftermäle
Davis avled 1989 på ett sjukhus i Paris där hon behandlades för cancer. Davis uteslöt döttrarna B.D. och Margot från sitt testamente. Hennes arv delades istället mellan sonen Michael och Davis vän och sekreterare Kathryn Sermak.
I Bob Dylans "Desolation Row" (1965) nämns Bette Davis. I låten "Bette Davis Eyes" (1981) sjunger Kim Carnes om Bette Davis ögon. Bette Davis nämns också i Madonnas låt "Vogue" (1990).
Hon har två stjärnor på Hollywood Walk of Fame, en för film vid adressen 6225 Hollywood Blvd. och en för television vid adress 6335 Hollywood Blvd.

## Filmografi i urval
- 1931 – Bad Sister
- 1931 – Mellan två kvinnor
- 1932 – Hans hustrus brott
- 1932 – En natt i kärlek
- 1933 – Efterlyst av hemliga polisen
- 1934 – Dimma över Frisco
- 1934 – Paris i gala
- 1934 – En kvinnas slav
- 1935 – Sensationen för dagen
- 1935 – Tillbaka till livet
- 1936 – Den gyllene pilen
- 1936 – Den förstenade skogen
- 1936 – Satan Met a Lady
- 1937 – Gentleman efter midnatt
- 1937 – Storstadsdesperados
- 1938 – Skandalen kring Julie
- 1938 – Mellan två valser
- 1939 – Kvinna mot kvinna
- 1939 – Seger i mörkret
- 1940 – Elisabeth och Essex
- 1940 – Brevet
- 1940 – Allt detta och himlen därtill
- 1941 – Shining Victory
- 1941 – Den stora lögnen
- 1941 – Kvinnan utan nåd
- 1942 – I detta vårt liv
- 1942 – Under nya stjärnor
- 1942 – Han som kom till middag
- 1943 – Väninnor
- 1943 – En dag skall komma
- 1944 – En kvinnas väg
- 1945 – Nya skördar
- 1946 – Stulet liv
- 1946 – Den vita lögnen
- 1949 – Bortom skogen
- 1950 – Allt om Eva
- 1952 – Star
- 1952 – Telefon från en främling
- 1955 – Jungfrudrottningen
- 1956 – Ett enkelt bröllop
- 1959 – Syndabocken
- 1961 – Fickan full av flax
- 1962 – Vad hände med Baby Jane?
- 1964 – Hysch, hysch, Charlotte!
- 1971 – Bunny O'Hare
- 1972 – Madame Sin
- 1976 – Hyreskontrakt med döden
- 1978 – Dr Gannon och hans robotar
- 1978 – Döden på Nilen
- 1980 – Skogens väktare
- 1982 – Little Gloria... Happy at Last (Miniserie)
- 1987 – Sensommardagar
- 1989 – En häxa till styvmorsa